# Smedjegatan, Malmö

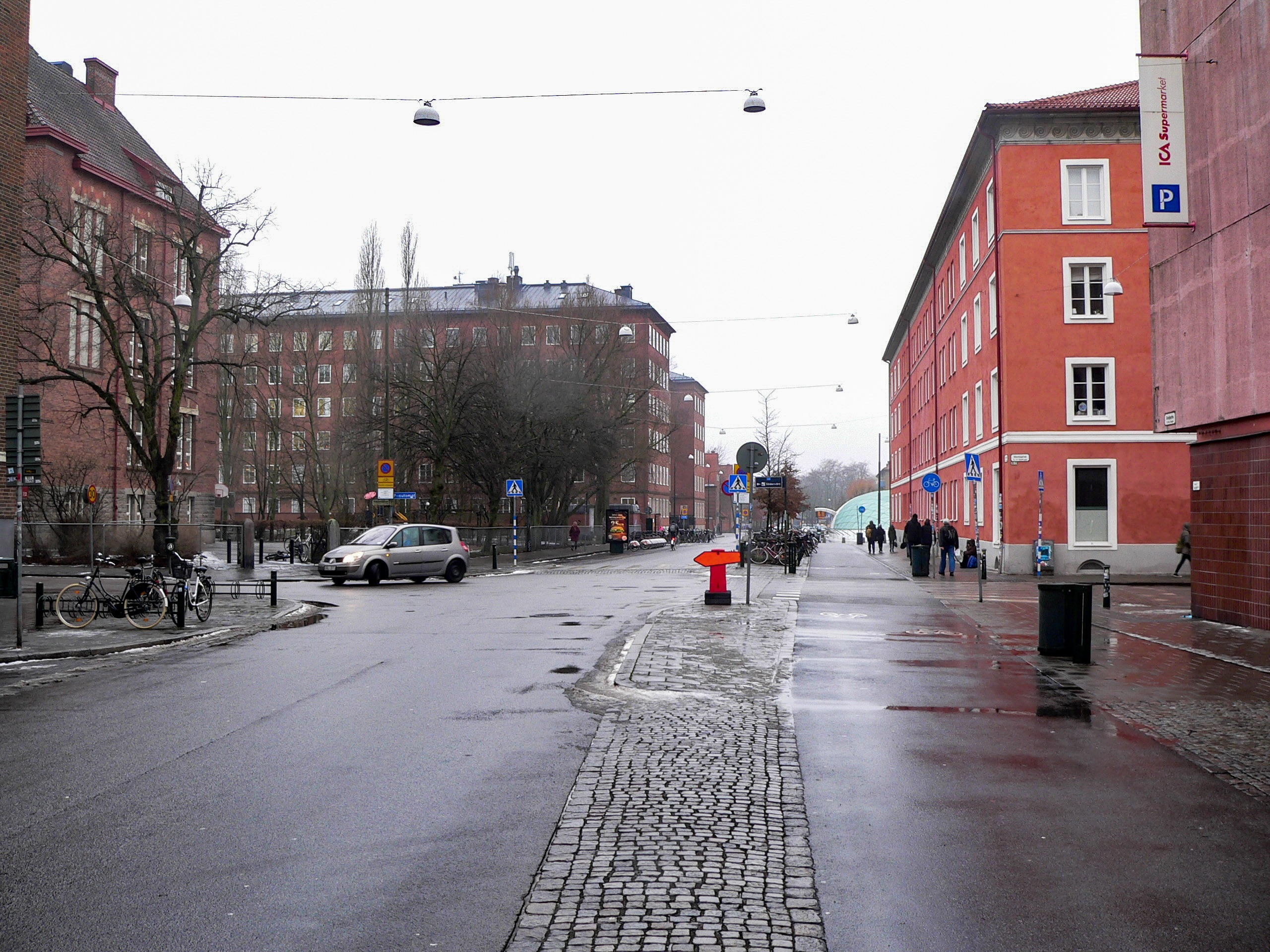
Smedjegatan mot väster strax innan Nikolaigatan. I bildens vänsterkant norra änden av Johannesskolan och bortom denna "Tandläkarhögskolans" två (sammanbyggda) längor. Den grönaktiga glaskupolen i cykelbanans förlängning är den södra nedgången till Triangelns station. Hitom denna syns på Smedjegatans högra sida det sydligaste av de fyra lamellhusen längs Nikolaigatan och hitom detta ett rosa parkeringshus.

Smedjegatan är en gata i delområdet Rådmansvången i stadsområdet Norr i Malmö som sträcker sig från Bergsgatan till Carl Gustafs väg. Den korsar bland annat Södra Förstadsgatan, Nikolaigatan och Rådmansgatan. Väster om sistnämnda gata är Smedjegatan av en återvändsgata som avslutas med en gångväg till Carl Gustafs väg.
Smedjegatan namngavs 1904 utan officiell motivering, men namnet uppges åsyfta den första smedja som inrättades vid Södra Förstadsgatan av Nils Månsson Holmqvist Atlas, grundare av smidesfirman Atlas. Vid Smedjegatan ligger bland annat Tandvårdshögskolan i Malmö, numera en del av Malmö högskola. Vid gatan finns även en ingång till Triangelns station.